# Andy Paul
Andy Paul es un cantante y compositor chipriota mayormente conocido por haber representado a su país en el Festival de la Canción de Eurovisión 1984.

## Eurovisión 1984
En 1984, Paul participó en la selección nacional para representar a Chipre en el Festival de Eurovisión con su canción "Anna-Mari Elena". Finalmente, logra alzarse con el primer lugar para poder viajar a Luxemburgo a defender a su país con dicha canción, que finalizó en el 15° puesto con 31 puntos.

## Después de Eurovisión
Luego de su paso por el festival, Paul continuó realizando giras con bastante éxito por toda Europa. En 1986 lanzó su sencillo "Now That I Found You", una canción disco que se convirtió en todo un éxito tanto en su natal Chipre como en todo el continente europeo. Pese a esto, el mercado británico no supo más de él, y mucho atribuyen su éxito sólo a su paso por Eurovisión.
Después de esto, Paul se convirtió en una estrella del mundo musical griego. Ha apoyado a artistas como Demis Roussos en el Royal Festival Hall, y ha trabajado con otros tanto en Grecia como en Chipre.